# اهل القصر
اهل القصر (به عربی: أهل القصر) یک شهرداری در الجزایر است که در استان بویره واقع شده‌است.

## خصوصیات
اهل القصر ۱۲٬۳۱۵ نفر جمعیت دارد.